# Geophysical Journal International
Geophysical Journal International est une revue scientifique mensuelle à comité de lecture créée en 1922 et publiée par Oxford University Press au nom de la Royal Astronomical Society (Société royale d'astronomie) et de la Deutsche Geophysikalische Gesellschaft (Société allemande de géophysique). La revue publie des articles de recherche originaux, des notes de recherche, des lettres et des critiques de livres. Le rédacteur en chef est Joerg Renner (Université de la Ruhr à Bochum). La revue couvre les champs de recherche de géophysique théorique, la géophysique numérique, géophysique mathématique, géophysique appliquée et géophysique interne.

## Histoire
De janvier 1988 à juin 1989, la revue s'intitule Geophysical Journal (Oxford) et est issue de la fusion de trois autres publications : Geophysical Journal of the Royal Astronomical Society, Journal of Geophysics, et Annales Geophysicae, Series B : Terrestrial and Planetary Physics.
Geophysical Journal of the Royal Astronomical Society existe de mars 1958 à décembre 1987 et fut précédé par Monthly Notices of the Royal Astronomical Society, Geophysical Supplement. Journal of Geophysics existe de 1974 à 1987 et fut précédé par le journal de langue allemande Zeitschrift für Geophysik (1924–1973).
Annales Geophysicae, Series B: Terrestrial and Planetary Physics existe de 1986 à 1987, et fut précédé par Annales Geophysicae (Gauthier-Villars) de 1983 à 1985. Annales Geophysicae était lui même issu de la fusion de deux autres revues : Annales de Géophysique (Centre National de la Recherche Scientifique) (1942-1982) et Annali di Geofisica (1948-1982).

## Indexation
Selon le Journal Citation Reports, la revue a un facteur d'impact de 3,352 en 2021, ce qui la classe au 35ème rang sur 100 revues dans la catégorie « Géochimie & Géophysique ».

## Archives
- Geophysical Journal International, Volumes 98- (1989-présent) Archives
- Geophysical Journal (Oxford), Volumes 92-97 (1988-1989) Archives
- Geophysical Journal of the Royal Astronomical Society, Volumes 1-91 (1958-1987) Archives
- Geophysical Supplements to the Monthly notices of the Royal Astronomical Society, Volumes 1-7 (1922-1957) Archive
- Journal of Geophysics, volumes 40-62 (1974-1988) (ISSN 0340-062X)
- Zeitschrift für Geophysik / Journal of Geophysics, Volumes 1-39 (1924-1944,1953-1973) (ISSN 0044-2801)
- Annales geophysicae. Series B, Terrestrial and planetary physics, Tomes 4-5 (1986-1987) (ISSN 0980-8760)
- Annales geophysicae, Tomes 1-3 (1983-1985) (ISSN 0755-0685)
- Annales de Géophysique, Tomes 1-38 (1942-1982) (ISSN 0003-4029)
- Annali di Geofisica, Volumes (1948–1982) (ISSN 0365-2556)